# Heinz Neumann (architecte)
Heinz Neumann (né le 30 août 1941 à Vienne), est un architecte viennois. Son cabinet d'architecture Neumann & Partner est connu pour la conception d'immeubles de bureaux et d'habitation, qui se trouvent en grande partie à Vienne.

## Récompenses
- Adolf-Loos-Architekturpreis 1993
- Otto-Wagner-Städtebaupreis 1995
- Pilgram-Preis 1999
- Österreichischer Bauherrenpreis 2006 pour la conception de la UNIQA Tower.

## Bâtiments
- UNIQA Tower
- Saturn Tower
- Ares Tower
- Euro Plaza (Vienne)